# Codul lui Manu
Codul lui Manu, cunoscut și ca Manusamhita, este cel mai important cod de legi al Indiei antice, format din 12 cărți (Manava Dharma-Sastra), atribuit de mitologia vedică legendarului rege Manu. Se consideră că a fost creat într-o perioadă cuprinsă între secolele XIII-VI î.Hr. În prezent s-a păstrat o versiune datând din secolele II î.Hr. – II d.Hr. Conține unele reguli care interzic folosirea armelor otrăvite și atacarea celor lipsiți de apărare, precum și numeroase precepte etico-religioase, având autoritatea unor norme juridice. 
Codul lui Manu cuprinde principii de teologie, de economie domestică și rurală, de comerț etc. Reglementează modul de îndeplinire a actelor cultului, a datoriilor castelor principale și ale membrilor castei între ei; conține noțiuni de politică internă și externă, de strategie și tactică; sfaturi pentru încheieri de alianțe politice și militare; legi agrare, civile, penale, comerciale, un sistem al măsurilor și greutăților etc.
Conform acestor legi, arta diplomației constă în iscusința de a împiedica războiul și de a consolida pacea. Potrivit regulilor din Codul lui Manu, cele mai complicate probleme ale vieții internaționale pot și trebuie să fie rezolvate pe cale diplomatică, forța fiind numai un mijloc subsidiar de soluționare a disputelor dintre state. 
Codul a contribuit la consolidarea sistemului social bazat pe caste: 1) preoții (brahmanii); 2) războinicii (kșatriya); 3) producătorii (vaisya); 4) servitorii (sudra).